# Сабашук Петро Павлович
Петро́ Па́влович Сабашу́к (нар. 13 липня 1957, с. Селище, Літинський район, Вінницька область) — український політик, підприємець та інженер. Народний депутат України 4-го і 8-го скликань.

## Освіта
1976–1978 — служба в армії.
У 1983 році закінчив Вінницький політехнічний інститут (факультет «Автоматика і телемеханіка») і за розподілом приїхав до Запоріжжя, де і почав свою трудову діяльність на Комунарському підприємстві теплових мереж: пройшов шлях від рядового інженера до директора цього ж підприємства.
У 1988 році закінчив вечірнє відділення Запорізького індустріального інституту за спеціальністю «Промислова енергетика»; в цьому ж році очолив Комунарське підприємство теплових мереж.

## Кар'єра
У 1995 році став головою правління ВАТ «Рассвет» (м. Запоріжжя). З 2001 до 2002 року був у цьому акціонерному товаристві головним конструктором наукового центру «Енергія». Зараз — голова домобудівного комбінату м. Запоріжжя.

## Політична діяльність
З 2001 року — президент громадського об'єднання «Наше Запоріжжя».
Петро Сабашук двічі балотувався в мери Запоріжжя (у 2003 і 2006 роках), але займав лише третє місце.
З 14 травня 2002 до 25 травня 2006 — народний депутат України 4-го скликання, обраний по виборчому округу № 76 (Запорізька область). Голова підкомітету з питань ядерної політики та ядерної безпеки Комітету Верховної Ради з питань паливно-енергетичного комплексу, ядерної політики та ядерної безпеки.
У березні 2006 був кандидатом у народні депутати від Громадянського блоку «ПОРА-ПРП» (№ 27 в списку), але він не зміг подолати тривідсотковий прохідний бар'єр.
2006–2010 роки — депутат Запорізької міської ради (за списками партії «Реформи і порядок»).
У 2010 році очолив Запорізький обласний виборчий штаб кандидата в Президенти України Віктора Ющенка.
На виборах до Верховної Ради 2012 року кандидат в народні депутати в окрузі № 74 (Комунарський та частина Жовтневого райони міста Запоріжжя).
Переміг на ОВО № 74 на позачергових виборах до Верховної Ради України 26 жовтня 2014 року від партії «Блок Петра Порошенка».

## Партійність
Член партії «Реформи і порядок» (був членом Ради Запорізької обласної організації та головою Запорізької міської організації), потім — «Наша Україна». Наразі — безпартійний.

## Сім'я
Дружина Олена Анатоліївна (1961). Дочка Віталія, сини Ілля та Петро.

## Нагороди
Кавалер ордена «За заслуги» III (квітень 1997) і II (січень 2009) ступенів.